# Arras

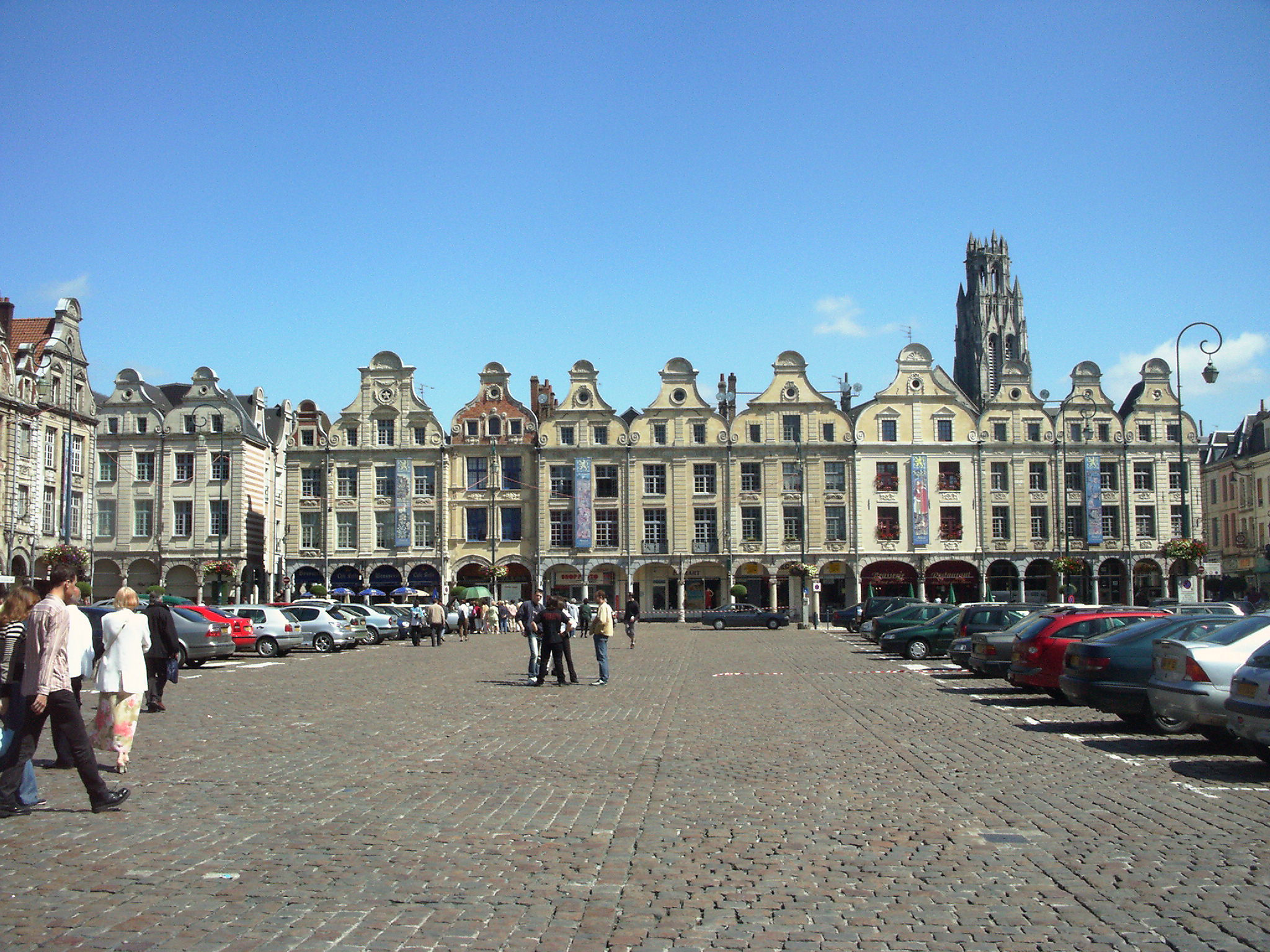
Place des Héros

Arras [aʁɑːs] város Franciaország északi részén, Hauts-de-France régióban (korábban Nord-Pas-de-Calais régióban), Pas-de-Calais megye székhelye. Lakosainak száma 42 621 fő (2022. január 1.). Arras Saint-Laurent-Blangy, Achicourt, Sainte-Catherine, Saint-Nicolas, Tilloy-lès-Mofflaines, Anzin-Saint-Aubin, Beaurains, Dainville és Duisans községekkel határos.

## Története
Az Arrasban szőtt faliszőnyegek híre néhány száz évvel ezelőtt bejárta Európa minden udvarát. 1435-ben itt kötötték meg az arrasi békét, amely a francia királyok és a burgundiai hercegek Flandria és Artois birtoklásáért vívott harcainak vetett hosszú időre véget. Arrasban született és járt iskolába Maximilien de Robespierre. A város környékén sok jelzés mutat a közeli hősi temetők felé. Nemcsak francia, hanem brit és amerikai temetők is vannak ezen a vidéken, főként az első, de a második világháborúban vesztették itt életüket a katonák. Arrast is feldúlták a harcok, de később újjáépítették a háborúban károsodott épületeket.
A várost valaha várfal vette körül, helyén ma a centrumot övező körút húzódik.

## Demográfia
| Év   | Lakosság |
| ---- | -------- |
| 1793 | 21 019   |
| 1800 | 19 958   |
| 1806 | 19 286   |
| 1821 | 19 798   |
| 1831 | 23 419   |
| 1841 | 24 439   |
| 1846 | 26 956   |
| 1851 | 25 271   |
| 1856 | 26 216   |

| Év   | Lakosság |
| ---- | -------- |
| 1861 | 25 905   |
| 1866 | 25 749   |
| 1872 | 27 329   |
| 1876 | 26 764   |
| 1881 | 27 041   |
| 1886 | 26 914   |
| 1891 | 25 701   |
| 1896 | 26 144   |

| Év   | Lakosság |
| ---- | -------- |
| 1901 | 25 813   |
| 1906 | 24 921   |
| 1911 | 26 080   |
| 1921 | 24 835   |
| 1926 | 29 718   |
| 1931 | 29 490   |
| 1936 | 31 488   |
| 1946 | 33 345   |

| Év   | Lakosság |
| ---- | -------- |
| 1954 | 36 242   |
| 1962 | 41 761   |
| 1968 | 49 144   |
| 1975 | 46 483   |
| 1982 | 41 736   |
| 1990 | 38 983   |
| 1999 | 40 590   |
| 2010 | 41 611   |

## Látnivalók

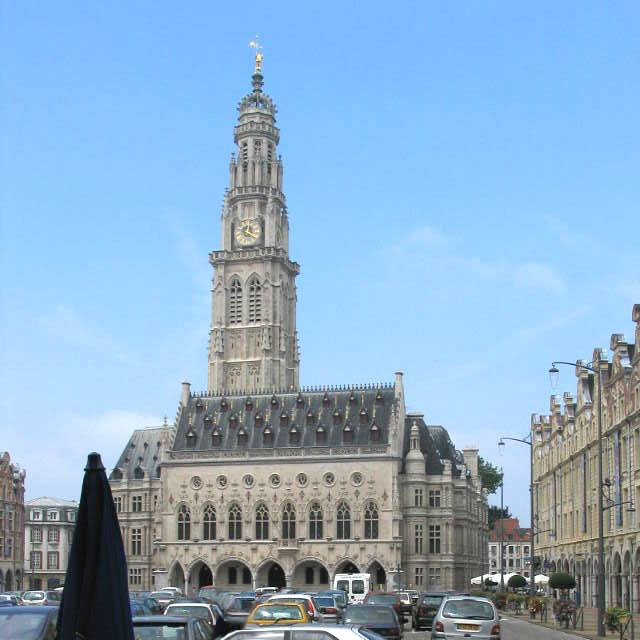
Hotel de ville - a városháza

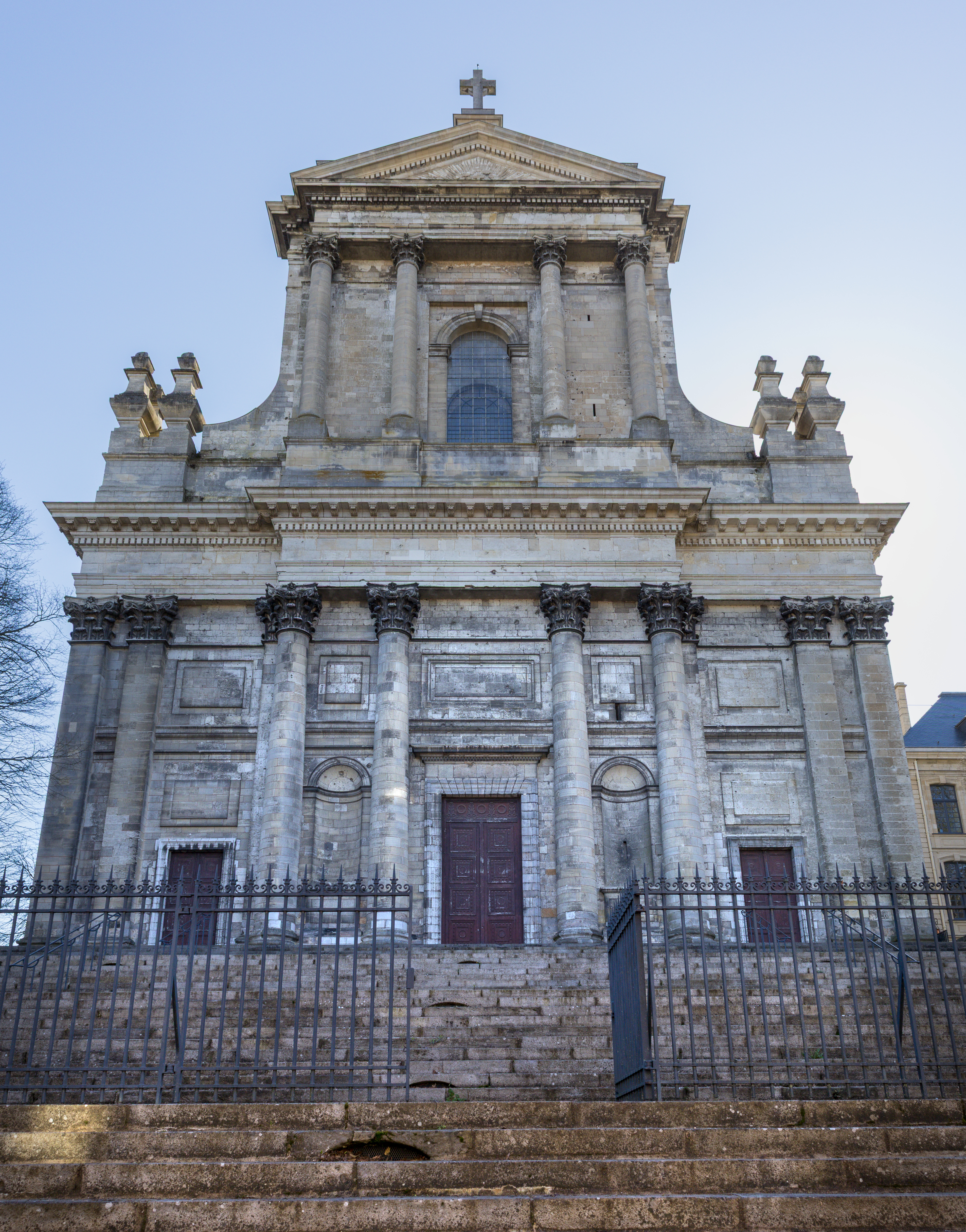
A katedrális

- Place des Héros – a város 17. századi jellegzetes flamand főtere díszlethez hasonlít, a városháza flamand gótikus épületéből tör az ég felé a csodás harangtorony, a beffroi. A főtér házai szinte egyforma anyagból, azonos módon készültek, tetejükön ugyanolyan az ormozat, mindegyik alatt árkád húzódik. Néhány házon sajátos flandriai szokás szerint egy-egy jellegzetes alak, jelkép látható a bejárat felett, egy szalamandra vagy egy egyszarvú, esetleg egy bálna, vagy éppenséggel egy szirén, ezen alakok a házak névadói.
- Hotel de ville – a városházát szétverte, a tornyot ledöntötte 1914-ben a német császári tüzérség. Azóta építették újjá úgy, ahogy azt a 16. század mesterei alkották meg. Eredetileg a 16. században épült gótikus stílusban, Jacques Le Caron volt a mestere. Fölé magasodik a 75 méter magas torony, a beffroi, 1463-1554 között emelték. Csúcsán Artois arany oroszlánja tartja zászlórúdon a napkorongot. A földszinten van a gótikus Salle des gardes, itt őrzik az ünnepélyes felvonulások állandó résztvevőit, a város óriásait, Colas és Jacqueline bábját, az óriás figurák ugyancsak jellegzetes flamand népszokást őriznek. Az emeleten van a Salle des Fetes, a díszterem, s az ülésterem is. Az alagsorban a város történetéről tartanak audiovizuális bemutatót. Innen lehet elindulni a hatalmas pincerendszerbe. A középkorban kezdték kialakítani a lépcsőkkel, szűk átjárókkal összekötött termeket, amelyek bor tárolására és óvóhelyül szolgáltak. Az első világháborúban brit hadikórház volt a pincében. Az alagsorból indul a felvonó a beffroi kilátószintjére, gyalog 326 lépcső.
- Grand'Place – 155 árkádos kis épület veszi körül a teret. Csupán a legöregebb ház homlokzata tér el a többitől, nem ívelt, hanem lépcsős. 1467-ből származik, a többi 17-18. századi. Ezen valamint a főtéren is rendszeresen tartanak vásárokat, színes felvonulásokat. A legjellegzetesebb népünnepély a Pünkösd vasárnapi Fete des Rats.
- Abbaye St-Vaast – a 7. században alapított apátság a város első püspökéről kapta nevét, a mai épületeket a 18. században emelték a régiek helyén. Főbejárata a place de la Madelaine térről nyílik. Ma a Musée des Beaux-Arts gyűjteménye van benne, mások mellett Delacroix és Jean-Baptiste Camille Corot festményeivel. A volt kolostor refektóriumában hatalmas márványkandalló áll.
- Cathédrale – a klasszicista stílusú főtemplom a francia forradalom alatt megsemmisült Notre-Dame templom helyén, 1833-ban készült.
- Arrasi első világháborús emlékmű – A város nyugati felében található az első világháborúban a környéken elesett nemzetközösségi katonák temetője és emlékhelye.

## Testvérvárosok
- Herten, 1984-óta.
- Chemnitz, 1967-óta.
- Oudenaarde, 1990-óta.
- Ipswich, 1992-óta.
- Déva, 1998-óta.